# سو جی-یون
سو جی-یون (انگلیسی: Seo Ji-yeon؛ زادهٔ ۳ مارس ۱۹۹۳) شمشیرباز اهل کره جنوبی است.